# Chery Tiggo 3X

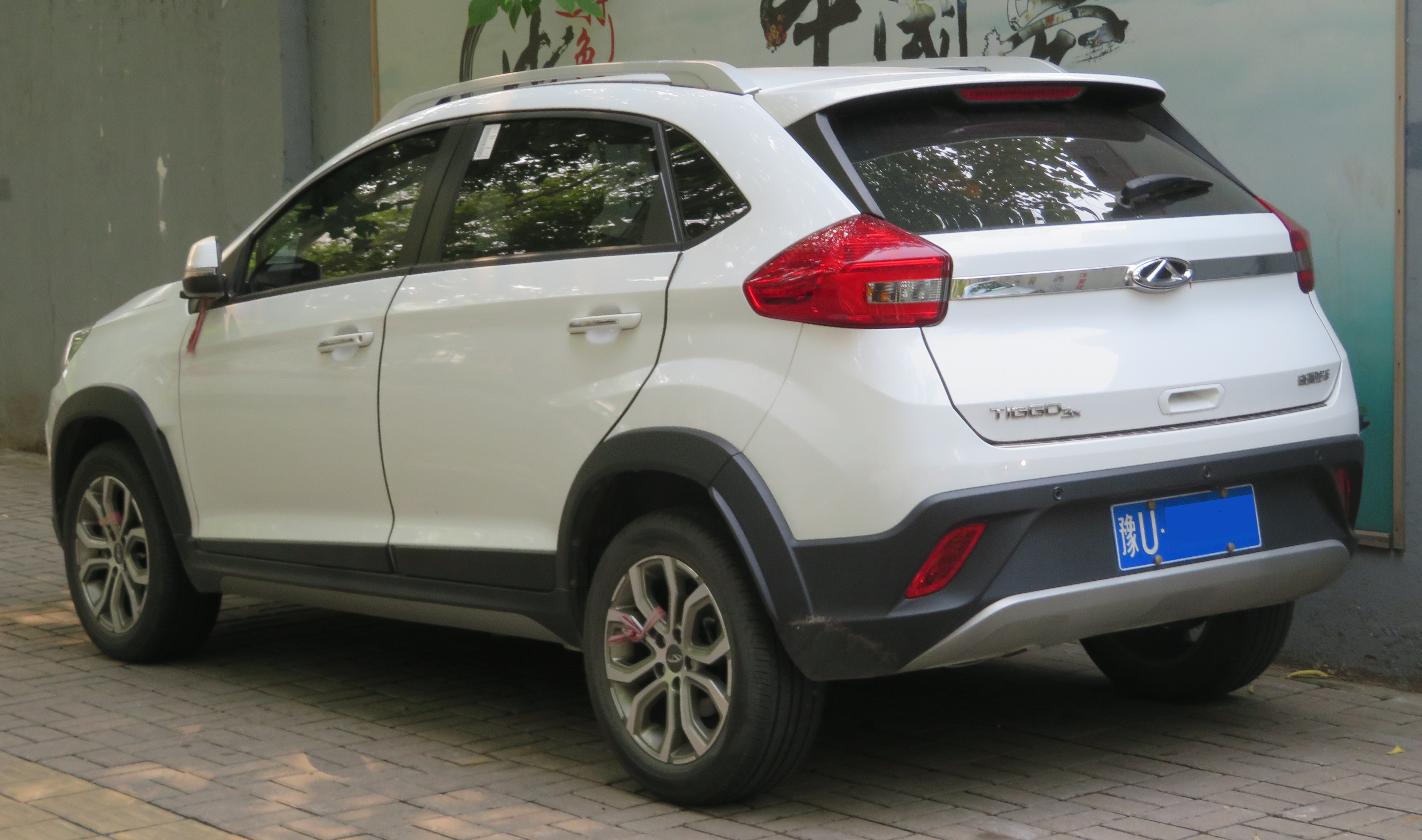
Heckansicht

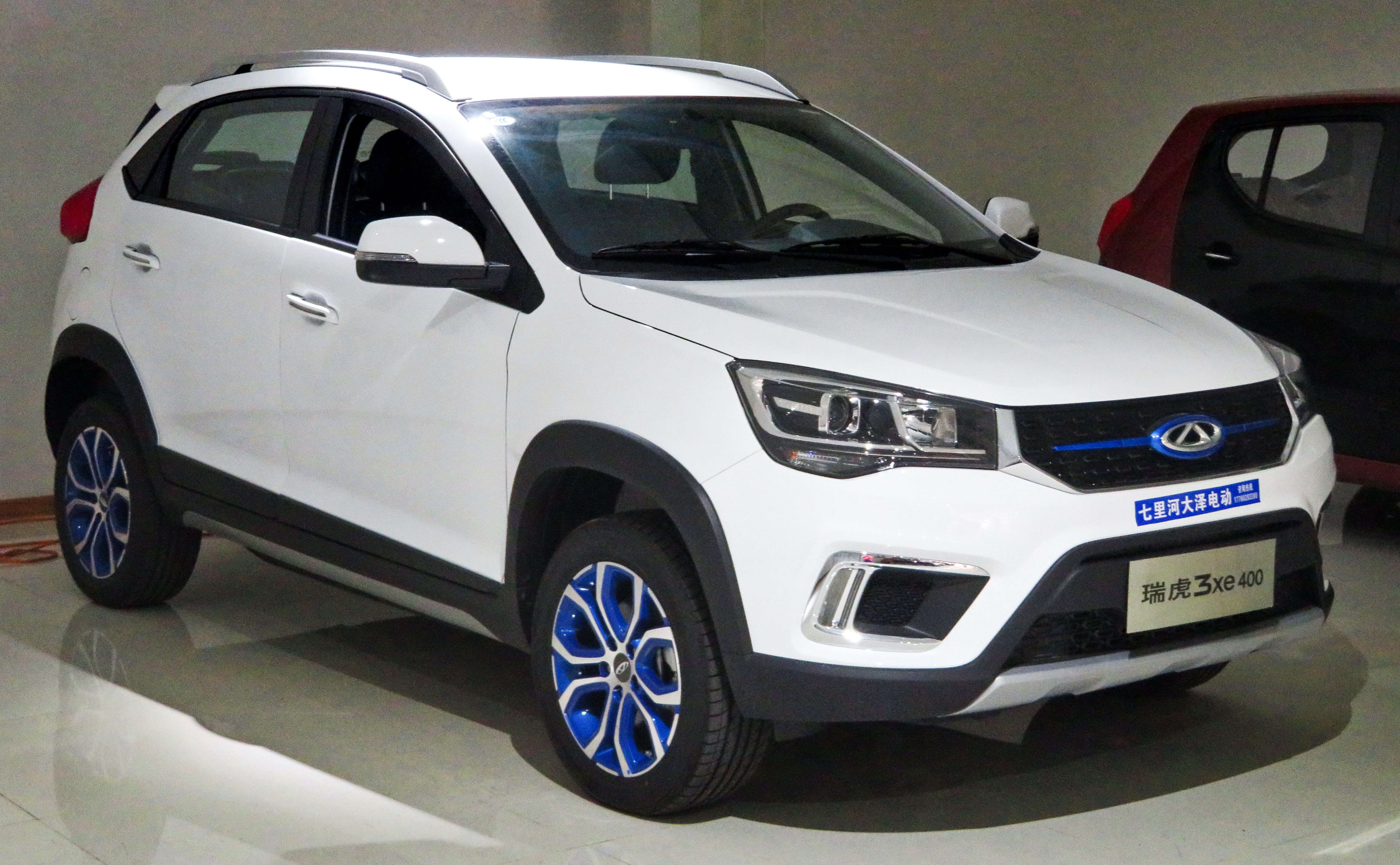
Chery Tiggo 3Xe (seit 2018)

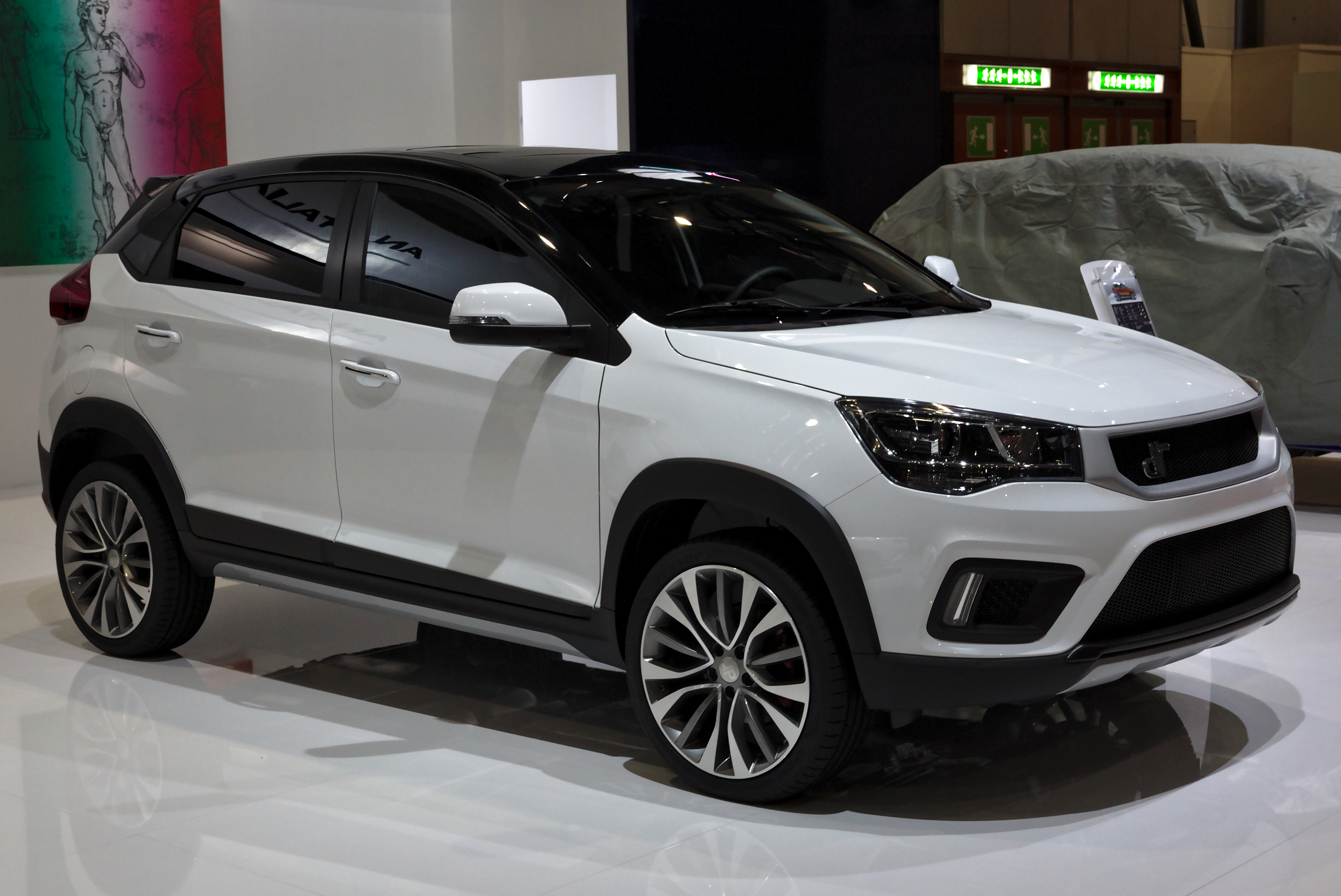
DR 3 (seit 2018)

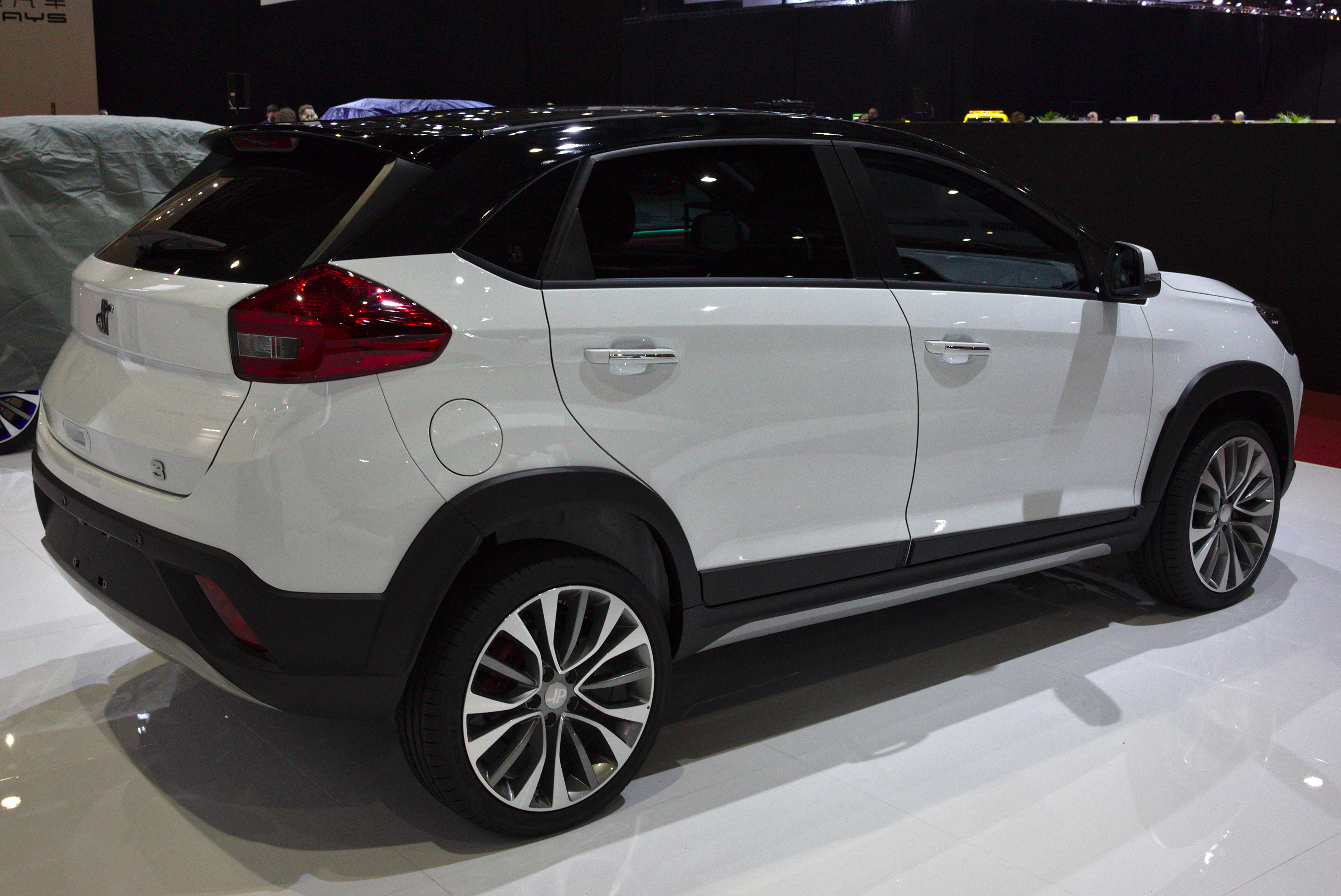
Heckansicht

Der Chery Tiggo 3X ist ein Crossover-SUV des chinesischen Automobilherstellers Chery Automobile, das unterhalb des Chery Tiggo 3 positioniert ist.

## Geschichte
Der Tiggo 3X debütierte im April 2016 auf der Beijing Auto Show, auf dem chinesischen Heimatmarkt ist es seit dem 15. November 2016 auf dem Markt. In Russland wird das Fahrzeug seit April 2017 baugleich als Chery Tiggo 2 importiert. Im Iran wurde die Markteinführung als MVM X22 auf das vierte Quartal 2016 festgelegt. Unter der Marke Omoda wurde im Mai 2023 eine weitere Version für den Export als Omoda 3 vorgestellt. Sie wird beispielsweise in Marokko und Tunesien angeboten.
Auf der Bologna Motor Show im Dezember 2016 präsentierte der italienische Automobilhersteller DR Automobiles mit der zweiten Generation des DR 3 eine nahezu baugleiche Variante des Tiggo 3X, die seit Februar 2018 in Italien zu einem Preis ab 15.000 Euro verkauft wird.

## Technische Daten
Den Antrieb übernimmt sowohl auf dem chinesischen als auch auf dem russischen Markt ein 78 kW (106 PS) starker 1,5-Liter-Ottomotor. Dieser ist entweder mit einem 5-Gang-Schaltgetriebe oder einem 4-Stufen-Automatikgetriebe kombinierbar. Das SUV gibt es nur mit Vorderradantrieb.
Im DR 3 kommt ein 80 kW (109 PS) starker 1,4-Liter-Ottomotor zum Einsatz.
|                                            | 1.5 VVT                       | 1.5 DVVT                      | 3Xe                           |
| ------------------------------------------ | ----------------------------- | ----------------------------- | ----------------------------- |
| Bauzeitraum                                | 11/2016–12/2019               | seit 12/2019                  | seit 03/2018                  |
| Motorkenndaten                             |                               |                               |                               |
| Motortyp                                   | R4-Ottomotor                  | R4-Ottomotor                  | Bürstenloser Gleichstrommotor |
| Hubraum                                    | 1497 cm³                      | 1499 cm³                      | –                             |
| max. Leistung                              | 78 kW (106 PS) bei 6000 min−1 | 85 kW (116 PS) bei 6150 min−1 | 95 kW (129 PS)                |
| max. Drehmoment                            | 135 Nm bei 2750 min−1         | 143 Nm bei 4000 min−1         | 250 Nm                        |
| Kraftübertragung                           |                               |                               |                               |
| Antrieb                                    | Vorderradantrieb              | Vorderradantrieb              | Vorderradantrieb              |
| Getriebe, serienmäßig                      | 5-Gang-Schaltgetriebe         | 5-Gang-Schaltgetriebe         | –                             |
| Getriebe, optional                         | (4-Gang-Automatikgetriebe)    | (Stufenloses Getriebe)        | –                             |
| Messwerte                                  |                               |                               |                               |
| Höchstgeschwindigkeit                      | 170 km/h (160 km/h)           | 170 km/h (165 km/h)           | 151 km/h                      |
| Beschleunigung, 0–100 km/h                 | 14,0 s (16,0 s)               |                               |                               |
| Kraftstoffverbrauch auf 100 km, kombiniert | 5,9 l Super (6,1 l Super)     | 6,7 l Super (6,9 l Super)     | –                             |
| Leergewicht                                | 1215 kg (1245 kg)             | 1238 kg (1268 kg)             |                               |
| Tankinhalt                                 | 50 l                          | 48 l                          | –                             |

Werte in runden Klammern gelten für Modelle mit Automatikgetriebe.